# 印度假吸血蝠
印度假吸血蝠（学名：Megaderma lyra）为假吸血蝠科假吸血蝠属的动物。在中国大陆，分布于广西、贵州、云南、四川、广东、福建、湖南等地，多见于岩洞。该物种的模式产地在印度。

## 保护
- 中国濒危动物红皮书等级：渐危

## 亚种
- 印度假吸血蝠福建亚种（学名：Megaderma lyra sinensis），Adnersen et Wroughton于1907年命名。在中国大陆，分布于广西、贵州、四川、广东、福建、湖南等地，主要生活于岩洞。该物种的模式产地在福建。[2]